# Prix Maître-Eckhart
Le prix Maître-Eckhart ou Meister-Eckhart est un prix scientifique allemand fondé par la Fondation Identity et décerné depuis 2001, en coopération depuis 2007 avec l'Université de Cologne . 
Le prix, d'une valeur de 50 000 euros, porte le nom du grand théologien et philosophe Maître Eckhart (~ 1260-1328) et est généralement attribué tous les deux ans. 
L’attribution du prix Meister Eckhart a pour but d’honorer les personnes qui "traitent les contradictions de l’identité personnelle, sociale et interculturelle de l’être humain dans leur travail et qui, par leur savoir et leur travail, initient un discours devant un public plus large".

## Lauréats
- 2001: Richard Rorty, philosophe américain[1]
- 2003: Claude Lévi-Strauss, ethnologue et anthropologue français
- 2005: Ernst Tugendhat, philosophe allemand[2]
- 2007: Amartya Sen, économiste indien et prix Nobel[3]
- 2009: Amitai Etzioni, sociologue américano-israélien
- 2012: Michel Serres, philosophe français
- 2014: Seyla Benhabib, philosophe politique américaine

## Fondation Identity
L' Identity Foundation est une fondation fondée en 1998 par Margret et Paul J. Kohtes, fondateurs de l'agence de relations publiques Kohtes & Klewes (aujourd'hui Ketchum Pleon). Le conseil d'administration de la fondation est composé de Paul J. Kohtes (président) et d'Ulrich Freiesleben. Le but de la fondation est « d'explorer de nouveaux domaines de l'être et de tester différentes approches, telles que la recherche sur l'identité des groupes cibles formant une opinion ou le développement de sujets qui déterminent le dynamisme de manière particulière. ».